# Paris Football Club

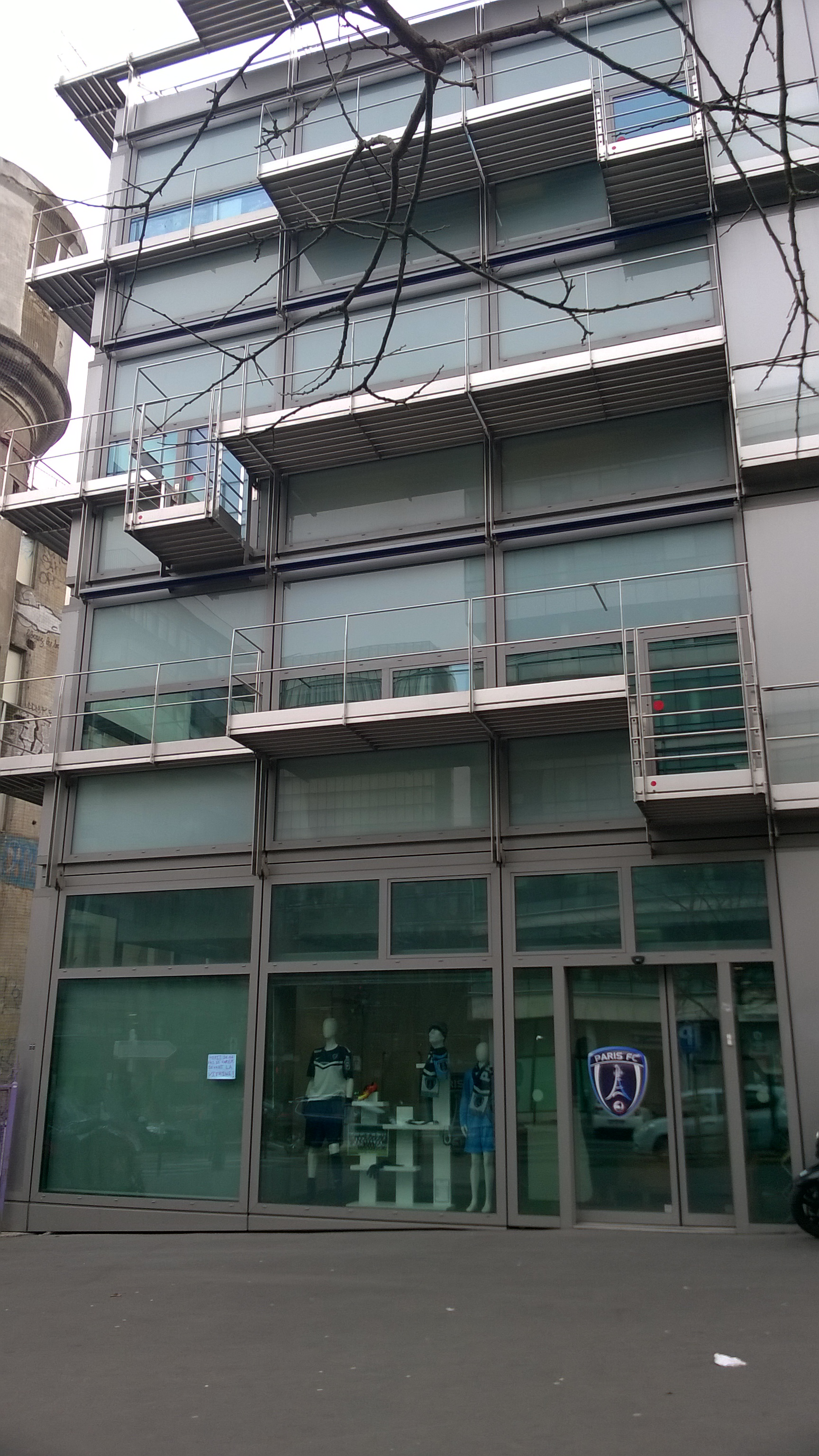
Sede social del Paris FC.

Paris Football Club es un club de fútbol francés de la ciudad de París. El club fue fundado en 1969 y desde la temporada 2025-26 competirá en la Ligue 1, el primer nivel del fútbol francés, por primera vez en casi 50 años de su última participación. El equipo juega sus partidos como local en el Estadio Jean-Bouin a partir de la temporada 2025-26.
El Paris Football Club fue fundado en 1969 y, más tarde, se fusionó con el Stade Saint-Germain para formar el París Saint-Germain Football Club. El actual Paris FC existe como escisión del París Saint-Germain. A diferencia de su contraparte, que ha llegado a establecer una base sólida, el Paris FC ha tenido dificultades para establecerse, después de haber pasado la mayor parte de su existencia en las divisiones amateurs. El Paris FC jugó por última vez en la Ligue 1 en la temporada 1978-79.
El club es conocido por su cantera de jugadores, de la que han salido futbolistas profesionales como Jean-Christophe Thouvenel, Mamadou Sakho, Tijani Belaïd, Aymen Belaïd o Gabriel Obertan, Seko Fofana, Ibrahima Konaté, Nordi Mukiele, Axel Disasi, Karl Toko Ekambi, Mathys Tel, entre otros. Así como el entrenador Roger Lemerre, que ha dirigido a Francia.

## Historia
Fue fundado en el año 1969 y más tarde se fusionó con el Stade Saint-Germain para formar al PSG. El actual Paris Football Club es resultado de la separación del equipo del PSG. Descontentos con sus contrapartes del PSG, decidieron establecer la nueva organización, aunque gran parte de su existencia la han pasado en las divisiones aficionadas de Francia, ya que la última vez que ha participado en la Ligue 1 fue en la temporada 1978/79.
Desde 1979 el equipo ha pasado la mayor parte del tiempo luchando por establecerse en el fútbol profesional, consiguiendo volver a la Ligue 2 en la temporada 2017-18, categoría en la que se mantiene desde entonces. Consiguiendo entrar en los play-offs de ascenso a Ligue 1 en cuatro ocasiones.
En julio de 2020 el Paris FC recibió inversión por parte del Reino de Baréin, por lo que el estado árabe se convirtió en el propietario del 20% del club, además de convertirse en el patrocinador principal de la camiseta del cuadro parisino, sin embargo, se mantuvo a Pierre Ferracci como el principal accionista y presidente del club.
En octubre de 2024 el equipo fue objeto de una nueva oferta de compra cuando la compañía Agache Sport, propiedad de la familia Arnault, adquirió el 52,4% de las acciones del club, junto con Agache también entró en el accionariado Red Bull GmbH, que se hizo con el 10,6% de la propiedad del Paris FC.Ferracci continuó como presidente del club, el cual mantendrá una identidad y manejo propios aunque con asesoría deportiva del grupo Red Bull.
El 2 de mayo de 2025 el París F. C. consiguió su ascenso a Ligue 1, volviendo a la máxima categoría del fútbol francés por primera ocasión desde 1979.

## Temporadas
| Temporada | Nivel | División           | Posición |
| --------- | ----- | ------------------ | -------- |
| 1972-73   | 1     | Division 1         | 12.º     |
| 1973-74   | 1     | Division 1         | 19.º     |
| 1974-75   | 2     | Division 2         | 15.º     |
| 1975-76   | 2     | Division 2         | 12.º     |
| 1976-77   | 2     | Division 2         | 12.º     |
| 1977-78   | 2     | Division 2         | 2.º      |
| 1978-79   | 1     | Division 1         | 19.º     |
| 1979-80   | 2     | Division 2         | 7.º      |
| 1980-81   | 2     | Division 2         | 15.º     |
| 1981-82   | 2     | Division 2         | 10.º     |
| 1982-83   | 3     | Division 3         | 15.º     |
| 1983-84   | 4     | Division 4         | 13.º     |
| 1984-85   | 5     | Division d'Honneur | 11.º     |
| 1985-86   | 5     | Division d'Honneur | .º       |
| 1986-87   | 5     | Division d'Honneur | 2.º      |
| 1987-88   | 5     | Division d'Honneur | 1.º      |
| 1988-89   | 4     | Division 4         | 1.º      |
| 1989-90   | 3     | Division 3         | 12.º     |
| 1990-91   | 3     | Division 3         | 5.º      |
| 1991-92   | 3     | Division 3         | 3.º      |
| 1992-93   | 3     | Division 3         | 4.º      |
| 1993-94   | 3     | National 1         | 8.º      |
| 1994-95   | 3     | National 1         | 7.º      |
| 1995-96   | 3     | National 1         | 10.º     |
| 1996-97   | 3     | National 1         | 3.º      |
| 1997-98   | 3     | National           | 6.º      |
| 1998-99   | 3     | National           | 9.º      |
| 1999-00   | 3     | National           | 17.º     |

| Temporada | Nivel | División | Posición |
| --------- | ----- | -------- | -------- |
| 2000-01   | 4     | CFA 1    | 4.º      |
| 2001-02   | 4     | CFA 1    | 7.º      |
| 2002-03   | 4     | CFA 1    | 12.º     |
| 2003-04   | 4     | CFA 1    | 11.º     |
| 2004-05   | 4     | CFA 1    | 7.º      |
| 2005-06   | 4     | CFA 1    | 1.º      |
| 2006-07   | 3     | National | 6.º      |
| 2007-08   | 3     | National | 10.º     |
| 2008-09   | 3     | National | 6.º      |
| 2009-10   | 3     | National | 6.º      |
| 2010-11   | 3     | National | 11.º     |
| 2011-12   | 3     | National | 16.º     |
| 2012-13   | 3     | National | 17.º     |
| 2013-14   | 3     | National | 9.º      |
| 2014-15   | 3     | National | 1.º      |
| 2015-16   | 2     | Ligue 2  | 20.º     |
| 2016-17   | 3     | National | 3.º      |
| 2017-18   | 2     | Ligue 2  | 8.º      |
| 2018-19   | 2     | Ligue 2  | 4.º      |
| 2019-20   | 2     | Ligue 2  | 17.º     |
| 2020-21   | 2     | Ligue 2  | 5.º      |
| 2021-22   | 2     | Ligue 2  | 4.º      |
| 2022-23   | 2     | Ligue 2  | 7.º      |
| 2023-24   | 2     | Ligue 2  | 5.º      |
| 2024-25   | 2     | Ligue 2  | 2.º      |
| 2025-26   | 1     | Ligue 1  |          |

- Ascenso
- Descenso

### Datos del club
- Temporadas en Ligue 1:  4 (incluyendo la 2025-26)
- Temporadas en Ligue 2:  16
- Temporadas en National:  22
- Temporadas en National 2:  8
- Temporadas en National 3:  4

## Jugadores

### Jugadores destacados
| - Jean-François Beltramini - Georges Eo - Bernard Guignedoux - Bruno Knockaert - Jean-Claude Lafargue - Fabrice Moreau - Jimmy Modeste - Paul Orsatti | - Francis Peltier - Philippe Prieur - Jean-Luc Rabat - Pascal Rousseau - Jean Djorkaeff - Lamri Laachi - Franco Bais - Armand Ossey |

### Jugadores surgidos de la cantera
| - Mamadou Sakho - Nicolas Douchez - Lassana Diarra | - Gabriel Obertan - Frédéric Piquionne - Seko Fofana | - Ibrahima Konaté - Nordi Mukiele - Axel Disasi | - Karl Toko Ekambi - Mathys Tel |

## Directiva
| Puesto             | Nombre                                                                          | País                                              |
| ------------------ | ------------------------------------------------------------------------------- | ------------------------------------------------- |
| Propietarios       | Agache Sport Pierre Ferracci Red Bull GmbH BRI Sports Holdings                  | Francia · Francia · Austria · Reino Unido         |
| Presidente         | Pierre Ferracci                                                                 | Francia                                           |
| Vicepresidente     | Christian Amara                                                                 | Argelia                                           |
| Director deportivo | Fabrice Vanneste                                                                | Francia                                           |
| Director           | Mario Grieco                                                                    | Argentina                                         |
| Supervisores       | Laurent Barrière Caroline Bettati Geneviève Goffaux Mony Lachmann Noël Le Graët | Francia · Italia · Francia · Luxemburgo · Francia |

## Entrenadores
- Louis Hon (1972–73)[5]

| - Antoine Dalla Cieca (1973–76) - Robert Vicot (1976–79) - Roger Lemerre (1979–81) - Alberto Muro (1981–83) - Luc Rabat (1983–86) - Pierre Lechantre (1987–92) - Hubert Velud (1992) - Delio Onnis (1992–95) - Hubert Velud (1995–99) - Jean-François Charbonnier (1999) - Jean-Pierre Carayon (1999 – noviembre de 1999) - Robert Buigues (noviembre de 1999–02) - Philippe Lemaître (2002–04) - Patrick Parizon (2002–05) - Jean-Marc Pilorget (2005–07) | - Jean-Guy Wallemme (2007–08) - Jean-Marc Pilorget (2008–09) - Jean-Luc Vannuchi (2009–12) - Olivier Guillou (2012-12) - Alexandre Monier (2012-13) - Gaston Diamé (2013-13) - Christophe Taine (2013-15) - Denis Renaud (2015) - Jean-Luc Vasseur (2015-16) - Réginald Ray (2016-17) - Fabien Mercadal (2017-18) - Mehmed Baždarević (2018-19) - René Girard (2020-2021) - Thierry Laurey (2021-2023) - Stéphane Gilli (2023-) |

## Palmarés

### Torneos nacionales
- Championnat de France Amateurs (3): 1986, 2006, 2014
- Division d'Honneur (Paris) (2): 1988, 2010

## Galería

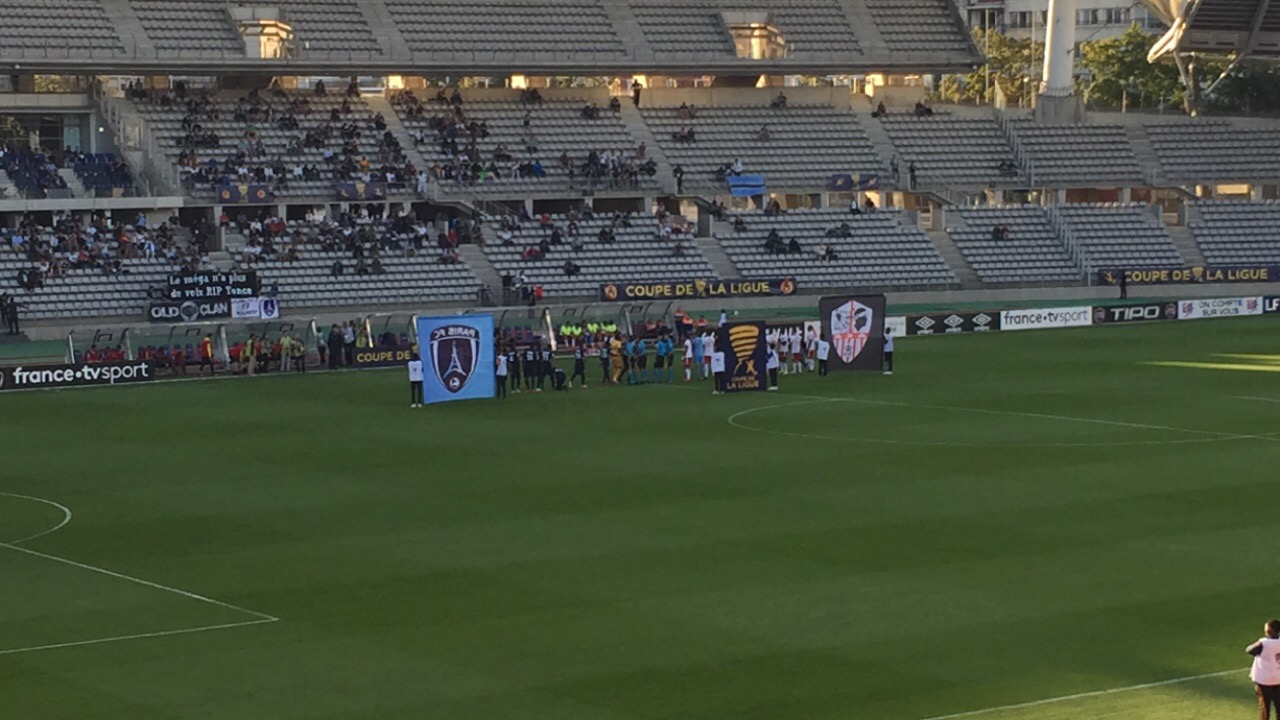
Paris FC-AC Ajaccio en el Estadio Charléty
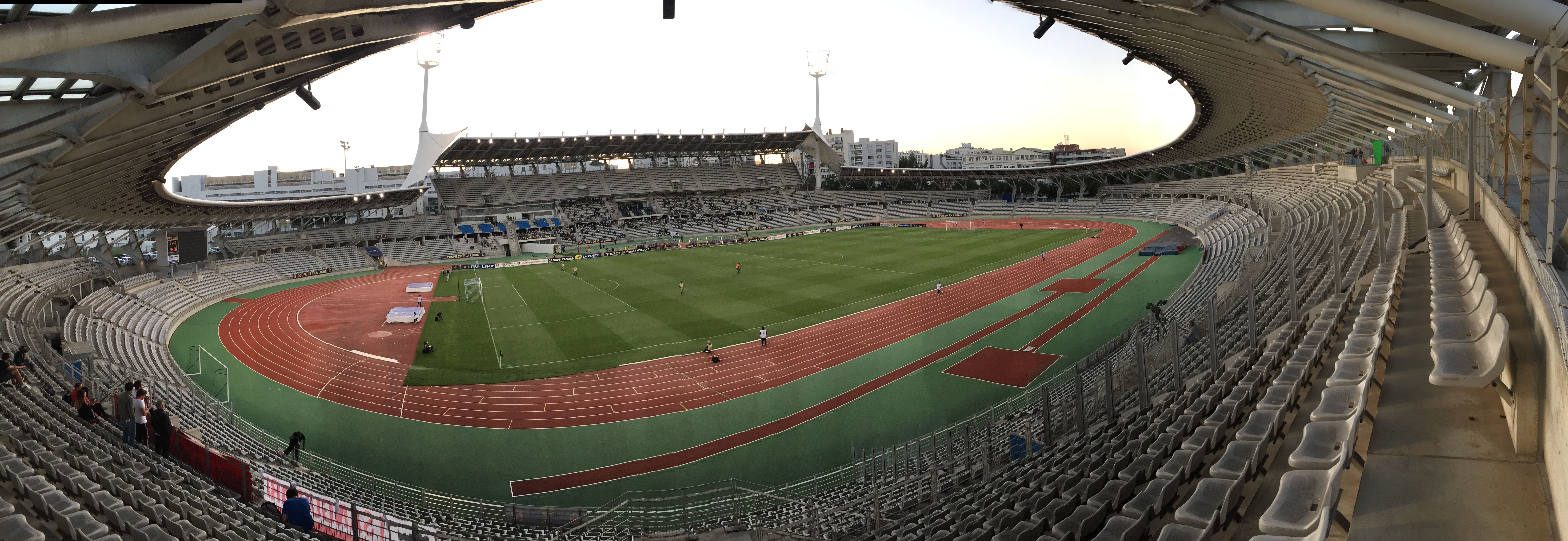
Foto panorámica del estadio de Paris FC
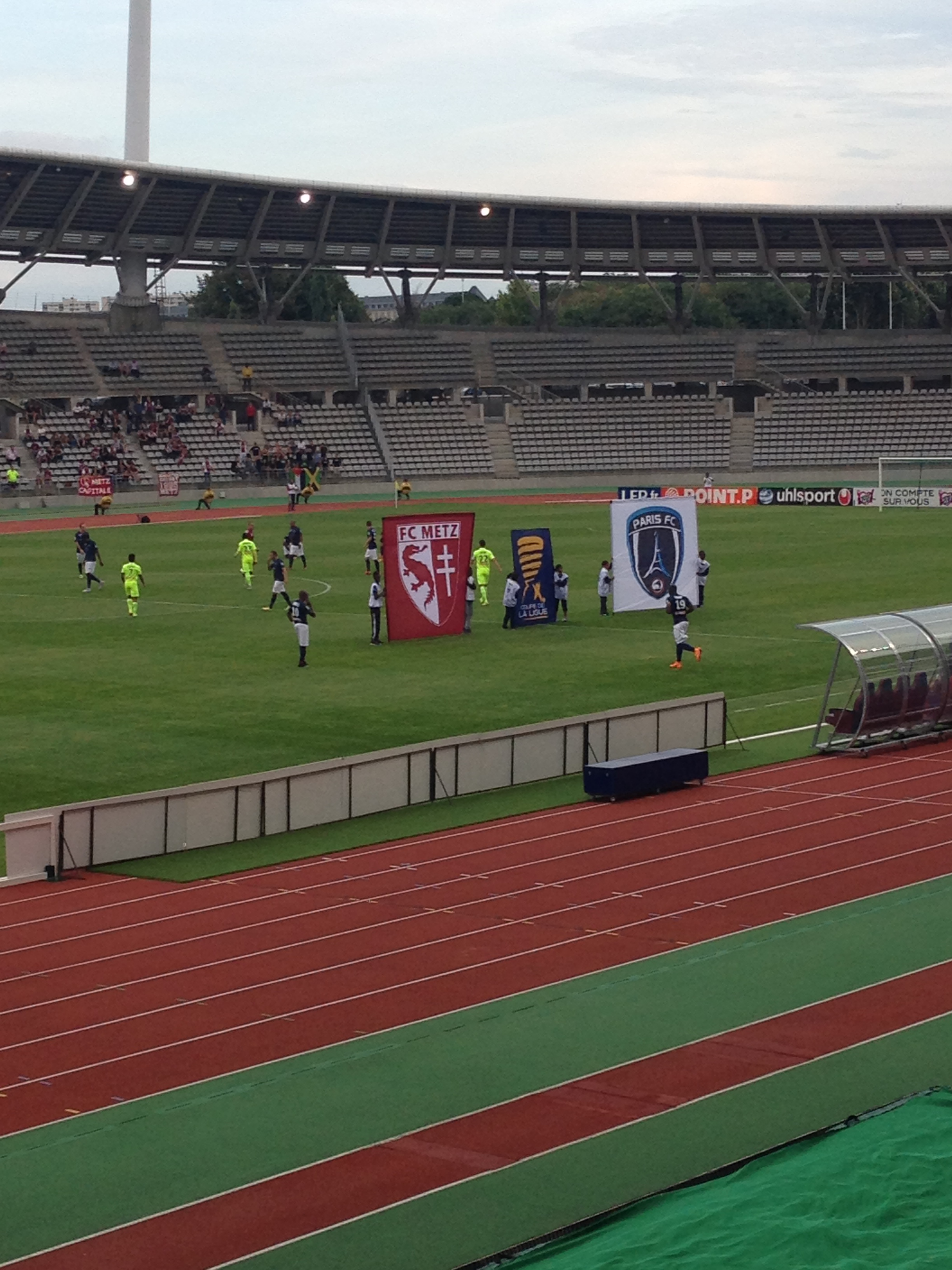
Paris FC-FC Metz
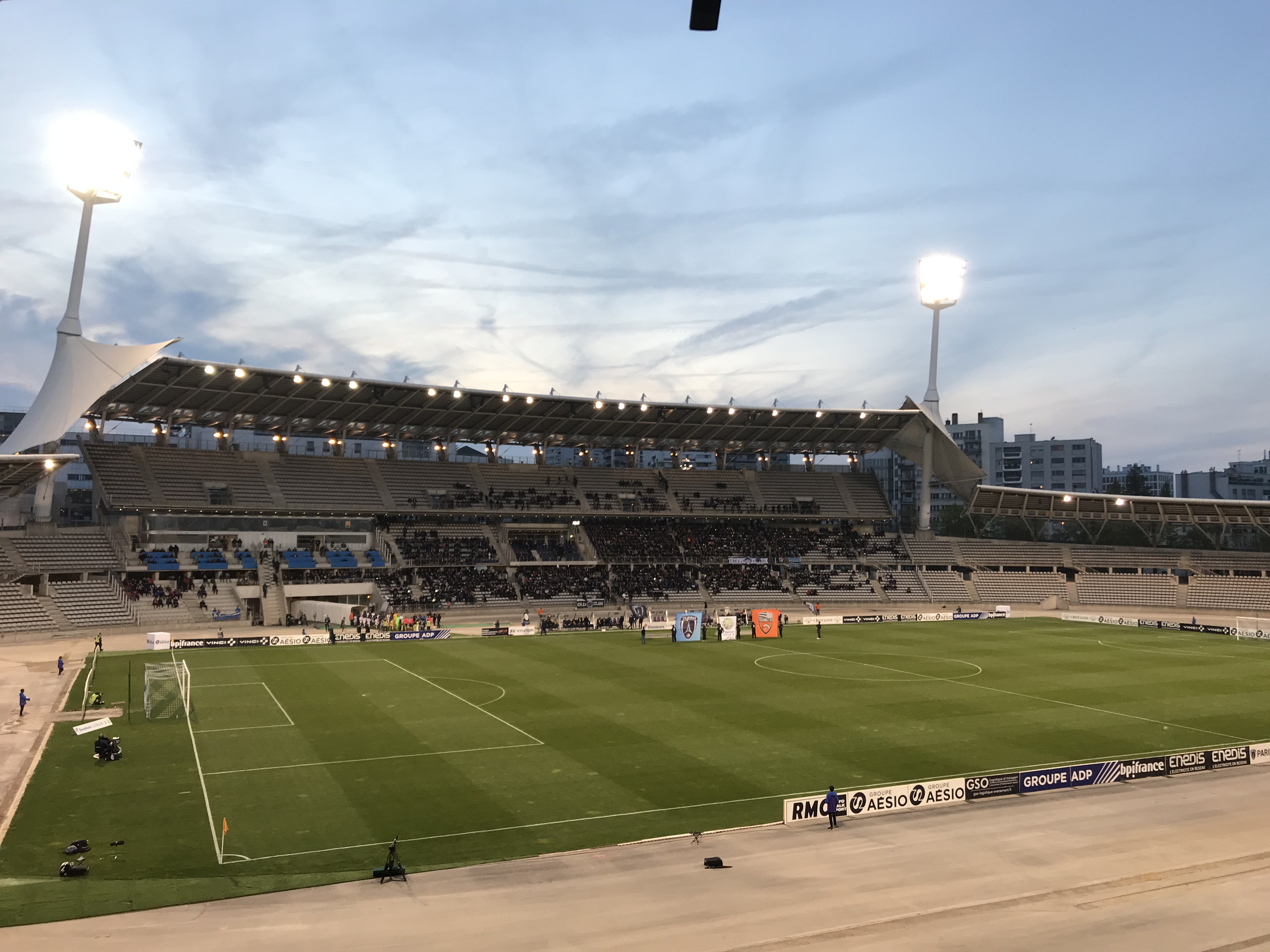
Paris FC-FC Lorient